# Herbert Gans
Herbert J. Gans, född 7 maj 1927 i Köln, död 21 april 2025 i New York, var en amerikansk sociolog.

## Kritik
Gans kritiserade den så kallade masskulturkritiken. Förhållandet mellan populärkultur och finkultur rönte stort intresse efter andra världskriget bland humanister och samhällsvetare. Detta intresse var grundat i en utbredd oro för att populärkulturen eller masskulturen på olika sätt utgjorde ett hot inte bara mot finkulturen utan också mot samhället och individerna. Hotet om ett okritiskt och uniformt massamhälle, intellektuell, kulturell och estetisk utarmning, likriktning, fördumning stod i fokus för konservativ och marxistisk kritik, T.S. Eliot resp. Frankfurtskolan.

### Attackens fyra teman
I Popular Culture and High Culture (1974) vände sig Gans alltså mot masskulturkritiken. Han menar att masskulturen fungerar på samma sätt som finkulturen. Skillnaderna har överdrivits medan likheterna har underskattats. Masskulturkritiken handlade istället om vem som skulle definiera det goda livet och vem som skulle dominera i samhället. Attackerna från de kulturella, utbildade, sofistikerade, välbärgade kulturella experterna bygger på fyra huvudteman.
- För det första kritiseras själva produktionen av populärkultur för att den till skillnad från finkulturen bygger på en profitinriktad massproduktion av homogena och standardiserade produkter riktade till en lika homogen och standardiserad publik.

- För det andra kritiseras populärkulturen för att den utgör ett hot mot finkulturen genom att låna element från den och genom att locka till sig potentiella producenter av finkultur.

- För det tredje kritiseras populärkulturen för att ha negativa effekter på publiken eftersom den ger tillfällig tillfredsställelse, är förråande p.g.a. sin betoning av våld och sex, kulturellt och intellektuellt förgörande, eskapistisk mm.

- För det fjärde kritiseras populärkulturen för att den utgör en fara för samhället och demokratin eftersom den skapar en passiv massa som är mottaglig för massövertalning från till exempel diktatorer.

### Smakkultur-smakpublik
Gans slutsats är att hela masskulturkritiken är grundlös och att populärkulturen inte är skadlig för vare sig finkulturen eller konsumenterna - eller för samhället.
Istället för den gällande dikotomin borde man ta fasta på att det finns olika populärkulturer i ett samhälle och att dessa liksom finkulturer borde betraktas som "smakkulturer". De människor som har ungefär samma smakkultur kallar han för smakpubliker. Alla människor har olika estetiska behov. Förekomsten av flera olika smakpubliker, smakkulturer och estetiska standarder kallar han "estetisk pluralism". 
Gans skiljer mellan fem smakkulturer och smakpubliker i USA:
- Finkultur
- Övre mellankultur
- Lägre mellankultur
- Lågkultur
- Kvasifolklig kultur

Till dessa lägger han tre smakkulturer som fått ökad betydelse.
- Ungdomskultur
- Svart kultur
- Etnisk kultur

Var och en av de olika kulturerna är relaterade till de övriga och till det omgivande samhället, de är i Gans termer delar av en övergripande hierarkiskt ordnad smakstruktur som avspeglar makt-, status-, samhällsklass- och andra förhållanden i samhället. Flera faktorer påverkar vilken samkultur en individ tillhör. Allra viktigast är utbildningsnivån. Men oavsett vilken kultur man föredrar tjänar den samma funktioner för dem som träffar valen. den förskönar och berikar människors liv och därför har i denna bemärkelse alla smakkulturer och smakpubliker samma värde. Det är enligt Gans fel att kritisera människor för att de har estetiska standarder som motsvarar deras utbildningsnivå. 